# ミケーレ・モンティ
ミケーレ・モンティ（Michele Monti 1970年6月5日 - 2018年12月8日）は、イタリアのリヴォルノ出身の柔道選手。階級は86kg級と90kg級と100kg級。身長180cm。

## 人物
1997年の地中海競技大会86kg級で優勝すると、世界選手権では銅メダルを獲得した。1998年の世界学生90kg級では3位になった。2000年のシドニーオリンピックでは準々決勝で敗れた。2001年の地中海競技大会100kg級では3位だった。2002年のワールドカップ国別団体戦では3位に入った。2003年の世界選手権では5位になった。2004年のアテネオリンピックでは2回戦で敗れた。
2015年に脳腫瘍が発覚し闘病生活を送っていたが、2018年12月8日、ローマの病院にて死去。48歳没。

## 主な戦績
86kg級での戦績
- 1997年 - 地中海競技大会　優勝
- 1997年 - 世界選手権　3位

90kg級での戦績
- 1998年 - ドイツ国際　2位
- 1998年 - 世界学生　3位
- 2000年 - ハンガリー国際　優勝

100kg級での戦績
- 2001年 - 地中海競技大会　3位
- 2002年 - ロシア国際　3位
- 2002年 - フランス国際　3位
- 2002年 - ワールドカップ国別団体戦　3位
- 2002年 - 世界軍人選手権大会　優勝
- 2003年 - フランス国際　3位
- 2003年 - ドイツ国際　3位
- 2003年 - 世界選手権　5位
- 2003年 - 韓国国際　優勝
- 2004年 - イギリス国際　優勝
- 2004年 - ロシア大統領杯　団体戦　優勝
- 2004年 - 欧州選手権　3位